# Karkujärvi (sjö i Finland)
Karkujärvi är en sjö i Finland. Den ligger i kommunen Posio i landskapet Lappland, i den norra delen av landet, 700 km norr om huvudstaden Helsingfors. Karkujärvi ligger 249,5 meter över havet. Den är 29 meter djup. Arean är 1,5 kvadratkilometer och strandlinjen är 11,09 kilometer lång. Sjön  ingår i Koundaälvens huvudavrinningsområde. 